# Aïn Kechra (distrito da província de Skikda)
Aïn Kechra é um distrito localizado na província de Skikda, Argélia. Sua capital é a cidade de mesmo nome. A população total do distrito era de 21 321 habitantes, em 1998.[carece de fontes?] É um dos quatro distritos sem litoral desta província, que se encontra com o mar Mediterrâneo.

## Comunas
O distrito está dividido em duas comunas:
- Aïn Kechra
- Ouldja Boulballout